# UFOria
UFOria ist eine Science-Fiction-Komödie des Regisseurs John Binder aus dem Jahr 1980, der aber erst im Oktober 1985 in den Vereinigten Staaten in die Kinos kam. In der Bundesrepublik Deutschland erschien der Film 1987 auf Video.

## Inhalt
Der Gelegenheitsgauner Sheldon Bart versucht mit jedem Trick Geld zu machen. Er trifft in einer abgelegenen Ortschaft auf seinen alten Bekannten Brother Bud, einen deutlich erfolgreicheren Betrüger, der als Wunderheiler auftritt und mit gestohlenen Autos handelt. Sheldon wird dort sesshaft, als er die hübsche Arlene kennenlernt und sich in sie verliebt. Es gibt in der Gegend zahlreiche UFO-Sichtungen, und als auch Arlene nur noch von UFOs redet, droht Sheldon zunächst damit, sie zu verlassen. Eines Tages bringt Sheldon sie jedoch zu einer auch im Lokalfernsehen ausgestrahlten Veranstaltung, in der sie von ihrer Vision der bevorstehenden Ankunft von UFOs spricht. Als Sheldon verteidigt sie gegen Skeptiker im Publikum.
Brother Bud, der den Auftritt der beiden im Lokalfernsehen verfolgt hatte, lädt sie daraufhin in seine eigene Show ein. Zu Arlenes anfänglicher Enttäuschung verwendet Sheldon den Großteil des Auftritts zu einem Gesangsauftritt. Sie kommt zudem hinter das Geschäftsmodell von Brother Bud, ist aufgebracht und meldet der Polizei das Geschäft mit den gestohlenen Autos. Als Sheldon die gestohlenen Wagen mit einem Autotransporter zum Übergabepunkt fährt, begleitet ihn Arlene, nicht ohne zuvor den Ufo-Gläubigen den Übergabepunkt als Landeort der Außerirdischen mitgeteilt zu haben. So kommt es durch die Menschenmenge nicht zur Übergabe. Bei der Dämmerung erscheint ein gleißendes Licht am Himmel; es handelt sich jedoch nicht um ein Ufo, sondern um einen Polizeihubschrauber. Die Polizei erscheint mit zahlreichen Streifenwagen, um die Autoschieber zu verhaften. Brother Bud wird festgenommen, während Sheldon und Arlene flüchten können.
Als sie alleine durch die Dunkelheit streifen, erscheint am Himmel tatsächlich das von Arlene vorhergesagte Ufo; es nimmt die beiden auf und verschwindet mit ihnen im Weltraum.

## Wissenswertes
- Fred Ward sang alle Lieder des Films selber.

## Kritik
„Dies ist einer dieser Filme, von denen man nicht viel erwartet; aber dann passiert etwas großartiges, du lachst, beginnst aufmerksamer zu sein, und dann stellst du fest, dass viele tolle Dinge passieren; das dies einer dieser raren Filme ist, die es wirklich bringen.“